# شبكة الملك
شبكة الملك (بالإسبانية: El Rey Network)‏ هي علامة تجارية إعلامية أسسها روبرت رودريغيز في 15 ديسمبر 2013، وهي مملوكة حاليًا في مشروع مشترك مع فاكتوري ميد فينتشرز.